# Luzino
Luzino (ted. Lusin, 1942-43 Freienau, 1943-45 Lintzau) è un comune rurale polacco del distretto di Wejherowo, nel voivodato della Pomerania.
Ricopre una superficie di 111,94 km² e nel 2004 contava 12 469 abitanti.